# Wolfgang Thomale
Wolfgang Thomale (Leszno, entonces Prusia occidental, 25 de febrero de 1900 - Peine, Baja Sajonia, 20 de octubre de 1978) fue un mayor general de Panzertruppe de la Wehrmacht condecorado con la Cruz de Caballero de la Cruz de Hierro durante la Segunda Guerra Mundial por su valentía en combate de extremas condiciones en el Frente del Este.

## Biografía
A la edad de 18 años ingresó a la Academia del Ejército Real de Prusia. En la Primera Guerra Mundial consiguió la Cruz de Hierro de Segunda Clase poco antes que la guerra terminara, tras lo cual fue reasignado al Reichswehr. En 1919 ya ostentaba el rango de teniente, y poco después fue asignado a un batallón de ambulancias motorizadas en el arma de caballería blindada.
El 25 de marzo de 1934 se casó con Ilse Sonnenberg.
Tras la llegada al poder de los nazis, en 1935 se unió a la Panzerwaffe que impulsaba el oficial Heinz Guderian.
El 1 de octubre de 1937 fue ascendido a Mayor y comandante de la 3.Panzer-Brigade acuartelada en Berlín.  El 1 de junio de 1938 fue trasladado al Alto Mando del Ejército (OKH). Actuó como Inspector general de las fuerzas blindadas (Panzerwaffe), manteniendo el cargo al comienzo de la Segunda Guerra Mundial solo un año más tarde. El 19 de agosto de 1940 fue ascendido a teniente coronel. Desde el 5 de agosto al 3 de diciembre de 1941 fue comandante del Panzer-Regiment-27 con el rango de coronel. 
En febrero de 1942, por sus acciones en el Frente oriental, fue galardonado con la Cruz de Caballero por sus acciones al frente de su unidad "panzer". El ascenso a teniente general se hizo con su nombramiento como Jefe de Estado Mayor de Heinz Guderian, el 1 de marzo de 1943. Thomale cooperó con Guderian en desarticular durante el fallido Putsch del 20 de julio de 1944. Terminó la guerra con el grado de mayor general. Fue detenido por los americanos y liberado sin cargos en noviembre de 1946.
Después de la guerra Wolfgang Thomale trabajó en la industria automovilística alemana y falleció en 1978.